# Plch
Pour l’article homonyme, voir Ján Plch pour le joueur de hockey slovaque.
Plch (en allemand : Pilch) est une commune du district et de la région de Pardubice, en République tchèque. Sa population s'élevait à 103 habitants en 2024.

## Géographie
Plch se trouve à 12 km au nord-nord-ouest de Pardubice, à 13 km au sud-ouest de Hradec Králové et à 91 km à l'est de Prague.

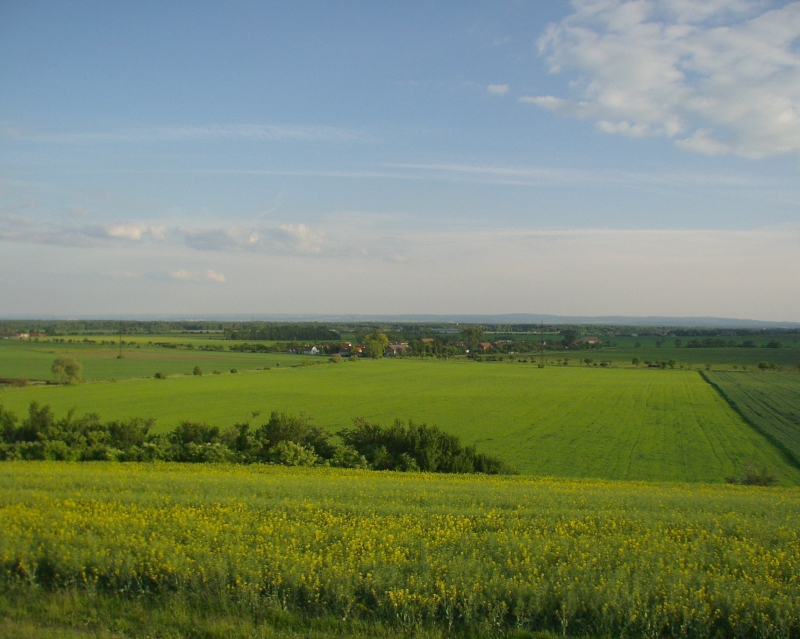
Plch : panorama.

La commune est limitée par Staré Ždánice au nord et à l'est, par Dolany au sud, et par Osice à l'ouest.

## Histoire
La première mention écrite du village date de 1777.

## Transports
Par la route, Plch se trouve à 15 km de Pardubice, à 17 km de Hradec Králové et à 105 km de Prague. 